# Tankovo
Tankovo (Bulgaars: Тънково) is een dorp in de Bulgaarse gemeente Nesebar, oblast Boergas. Tankovo ligt hemelsbreed 25 km ten noorden van de provinciehoofdstad Boergas en 353 km ten oosten van Sofia.

## Bevolking
Op 31 december 2020 werden er 1.424 inwoners in het dorp geregistreerd door het Nationaal Statistisch Instituut van Bulgarije, een stijging ten opzichte van de voorafgaande jaren.
|  |

Het dorp heeft een gemengde bevolkingssamenstelling. In 2011 identificeerden 652 van de 1105 respondenten zichzelf als etnische Bulgaren, terwijl het overige deel (423 respondenten) vooral uit etnische Turken bestond. Ongeveer 1% van de respondenten was Roma, terwijl 1,5% een andere etniciteit of geen etniciteit aangaf.
| Etnische samenstelling van de respondenten (2011) | Etnische samenstelling van de respondenten (2011) | Etnische samenstelling van de respondenten (2011) | Etnische samenstelling van de respondenten (2011) | Etnische samenstelling van de respondenten (2011) |
| ------------------------------------------------- | ------------------------------------------------- | ------------------------------------------------- | ------------------------------------------------- | ------------------------------------------------- |
|                                                   |                                                   |                                                   |                                                   |                                                   |
| Bulgaren                                          | Bulgaren                                          |                                                   | 59,0%                                             | 59,0%                                             |
| Turken                                            | Turken                                            |                                                   | 38,3%                                             | 38,3%                                             |
| Roma                                              | Roma                                              |                                                   | 1,2%                                              | 1,2%                                              |
| Anders/Onbekend                                   | Anders/Onbekend                                   |                                                   | 1,5%                                              | 1,5%                                              |